# Leave This Town:The B-Sides-EP
Leave This Town:The B-Sides-EP е EP от рок групата Дотри. Той е издаден на 15 март 2010 г. Албумът включва шест песни (плюс бонус песента Back Again), които не са били включени в Leave This Town, но са били бонус песни.

## Песни
1. Long Way 4:03
2. One Last Chance 3:27
3. Get Me Through 3:44
4. What Have We Become 3:43
5. On The Inside 3:24
6. Traffic Light 3:40
7. Back Again 3:38